# Dorfkirche Langenlipsdorf

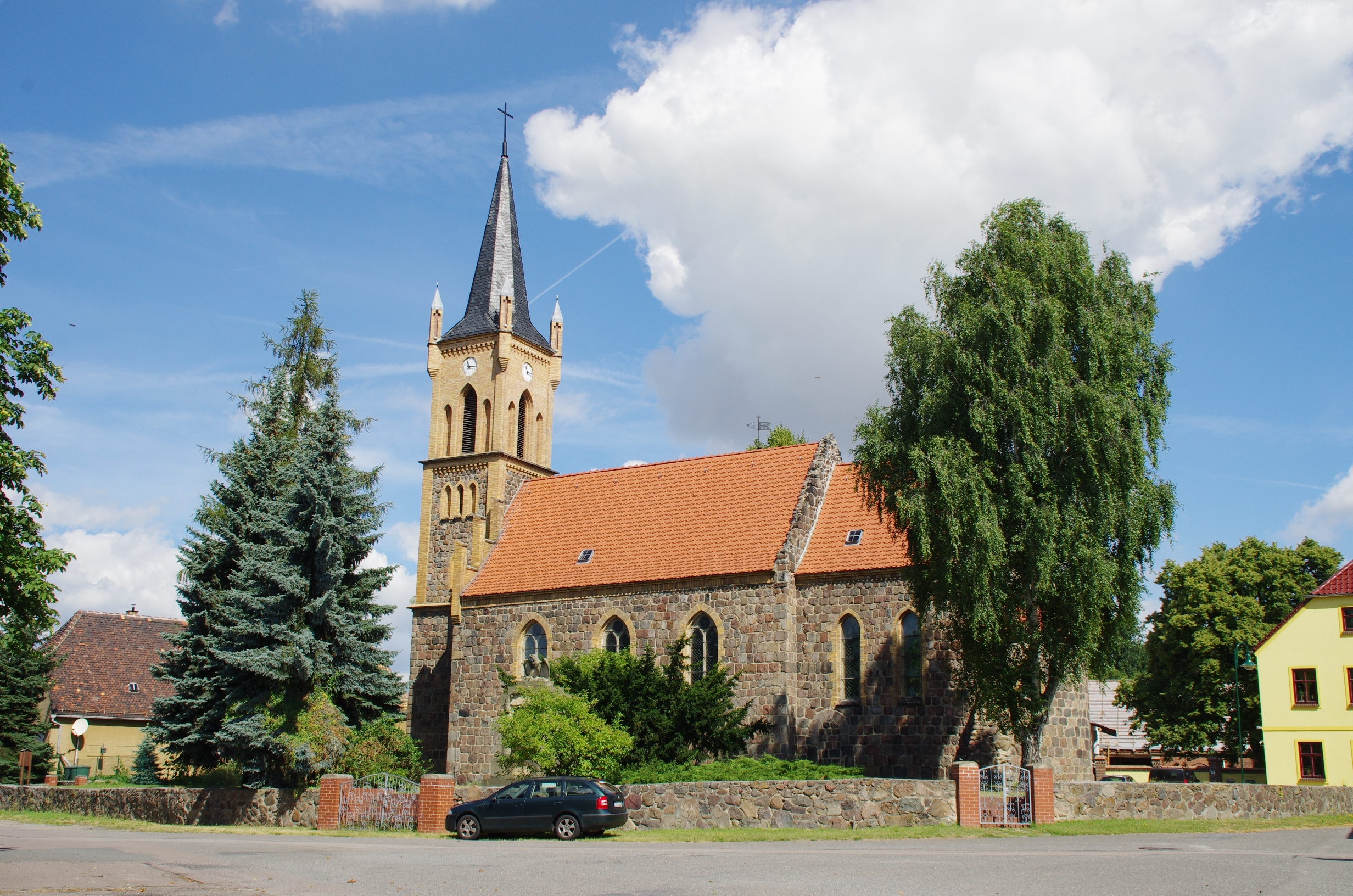
Die Kirche in Langenlipsdorf

Die evangelische Dorfkirche Langenlipsdorf befindet sich im Ortsteil Langenlipsdorf in der Gemeinde Niedergörsdorf im Landkreis Teltow-Fläming in Brandenburg. Die Kirche steht unter Denkmalschutz. Im Dorf befindet sich die Kirche in Mitte in der Nähe des Angers. Die Kirche in Langenlipsdorf war schon immer Mutterkirche, heute gehört die Kirche zu Borgisdorf.

## Geschichte und Architektur
Die evangelische Kirche wurde wohl im zweiten Viertel des 13. Jahrhunderts erbaut, zur Zeit der Spätromanik, worauf die Proportionen der Kirche deuten. Es ist ein Saalbau mit einem eingezogenen, fast quadratischen Chor und einer niedrigen Apsis. Das Feldsteinmauerwerk ist regelmäßig und von hoher Qualität. Von den ursprünglichen hohen Fenstern sind Reste vorhanden, die Priesterpforte an der Südseite des Chores ist zugemauert. Die Giebel haben Abtreppungen. Ab dem Jahre 1577 wurde ein Turm erbaut, er wurde in das Schiffsdach eingebunden. Eine nicht mehr vorhandene Wetterfahne zeigte das Jahr 1579, wohl das Ende der Bauarbeiten. Nach dem Dreißigjährigen Krieg wurde die Kirche instand gesetzt. 1714 wurden im Zuge von Reparaturen und Umbauten die Fenster vergrößert und ein Altar aufgestellt. 1771 wurden der neogotische Turm und das Dachwerk neu erstellt.
Um mehr Sitzplätze zu schaffen, wurde bei der letzten großen Renovierung von 1882 bis 1883 der Turm abgerissen und dieser Bereich in das Schiff einbezogen. Westlich des verlängerten Schiffes entstand ein neuer Turm. Die Länge der Kirche beträgt heute 25 Meter. Bei dem Bau des Turmes gab es ein Unglück, der fast vollendete Turm stürzte am 23. Juni 1882 ein, sechs Personen starben bei diesem Einsturz. Der Turm besteht aus Feldsteinen und Ziegeln, im ersten Geschoss sind die Laibungen aus Ziegeln, im zweiten Geschoss zusätzlich die Mauerkanten, und das dritte Geschoss ist vollständig aus Ziegeln errichtet. Auf dem dritten Geschoss befindet sich ein achteckiger schiefergedeckter Knickhelm. Die vier Ecken des Turmes sind auf der Höhe des Spitzhelmes mit Ecktürmen besetzt.
Im Inneren befindet sich ein Triumphbogen mit spitzbogigem Abschluss und rundbogigem Apsisbogen.
1998 wurde die Kirche innen neu angestrichen.

## Ausstattung
Der Kanzelaltar stammt aus der Zeit von 1714 bis 1716. Im Giebel befindet sich eine Strahlenglorie mit Gottesauge, an der Seite befinden sich Blumengehänge. Der lebensgroße barocke Taufengel aus Holz stammt aus dem Jahr 1713. Zum Taufengel gehört eine Taufschale aus dem Jahr 1694.
Die Orgel schuf Gustav Albert Friedrich aus Wittenberg 1883. Der dreiteilige Orgelprospekt zeigt neugotische Formen.
Ein Ölgemälde stellt Christus in Kapernaum und ein anderes die Anbetung des Kindes dar. Weiter befindet sich ein Bildnis des Pfarrers Siegmund Wahn in der Kirche. Eine Truhe aus einem Baum stammt wohl aus dem späten Mittelalter. Sie befindet sich hinter dem Altar.